# 青岛东莱银行大楼 (湖南路)
36°03′54.5″N 120°18′46.7″E / 36.065139°N 120.312972°E
青岛湖南路东莱银行大楼旧址是位于中国山东省青岛市市南区湖南路39号的一座银行建筑，建于1923年，设计师为杨浩然，最初为东莱银行青岛总行行址兼东莱银行开办者刘子山的住宅，后来曾先后为日本宪兵、南京国民政府宪兵、青岛市档案馆、平安保险公司所使用，现为私人博物馆，为市南区文物保护单位。

## 建筑历史

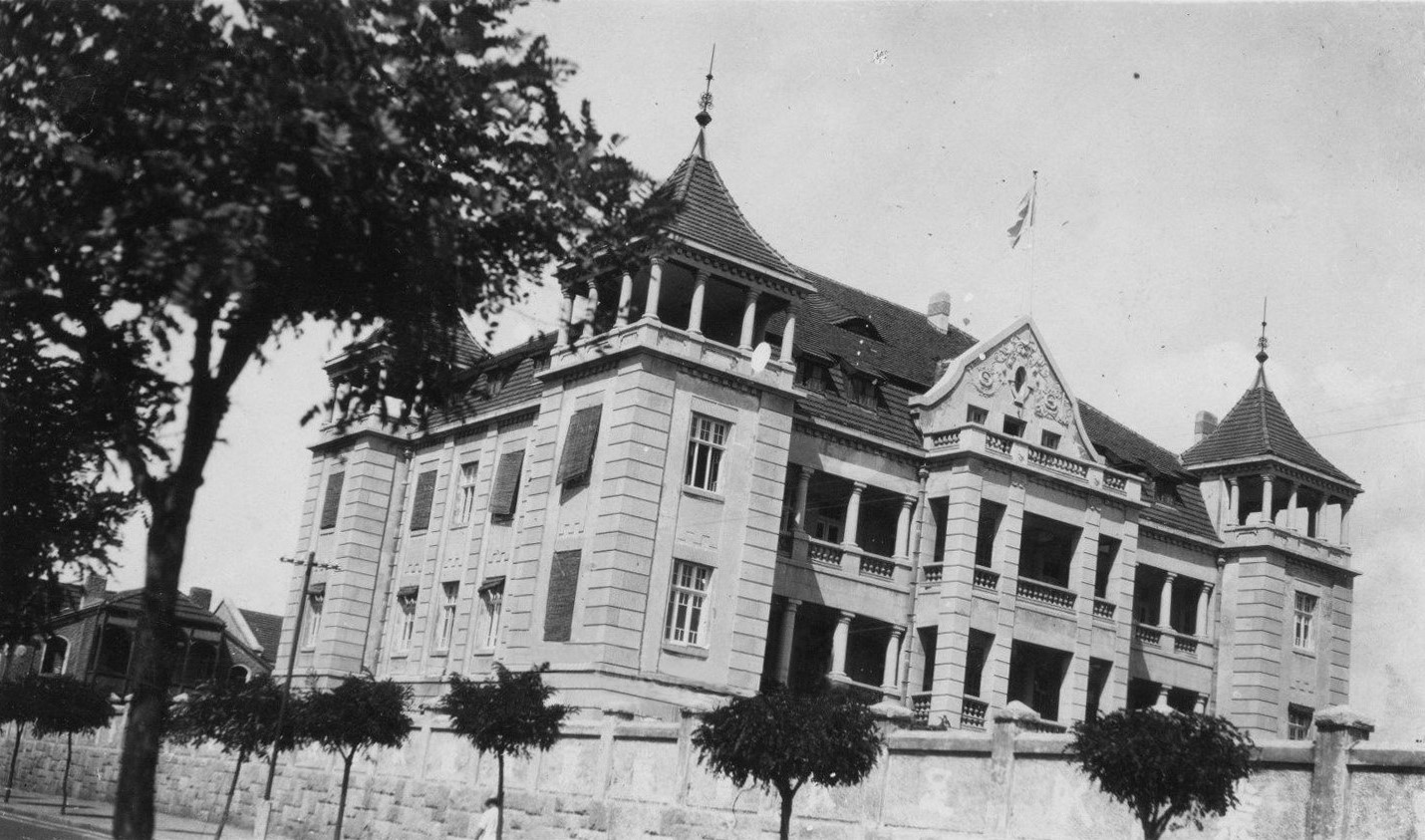
湖南路东莱银行大楼原貌，其塔楼顶部样式与2012年整修后现状有所不同，现塔顶为参考原设计图所建

湖南路东莱银行大楼所在的地块最初属于德资建筑公司广包公司（F. H. Schmidt），该公司在此处设有工厂、仓库等设施。该地块转手至东莱银行的时间不详。1923年，东莱银行创办者、董事长刘子山在此处建设了东莱银行青岛总行的营业大楼，设计者为刘子山的朋友、浙江上虞籍商人兼业余建筑师杨浩然。建成后东莱银行迁入营业，刘子山一家亦从太平路刘家大楼迁居此处。1926年，刘子山以东莱银行名义创办安平水火保险公司，总部设于东莱银行院内、大楼后侧的一栋两层楼内，1930年代初迁至上海。1920年代末东莱银行青岛分行停业期间，该楼自1929年6月27日起曾以每月50银元的低价租给青岛宪兵司令部，1933年该行复业。1934年，大楼东侧增建汽车房。
1938年1月日军占领青岛后，东莱银行大楼被日军占据，东莱银行青岛分行退至院内原安平保险公司址。1939年，日本宪兵队青岛本部占据了整个楼院，该楼遂成为日本宪兵镇压抗日人士、残害平民之所。1945年日本投降后，该楼由国民政府接收，改为宪兵第十一团团部。1949年6月青岛解放后由房管部门接收。1963年，青岛市档案馆迁入此处办公，1993年被出让给平安保险公司，改为平安保险公司青岛分公司办公楼。2000年，东莱银行大楼旧址列入青岛市第一批历史优秀建筑名单。2002年平安保险公司迁走后，该楼闲置多年。2009年7月27日列入第一批市南区文物保护单位。
2011年8月，该楼以9000万元的成交价被拍卖给山东寿光商人李宗章，经整修改为私人博物馆。修缮期间，刘子山家族后人曾于2012年11月重访东莱银行旧址。数年后又改为东莱美术馆，据称于2018年11月13日正式对外开放，但此处实际自2014年整修完成以后常年闭门不开放。2023年2月有消息称，该楼以2.587亿的报价在网络房屋交易平台上挂牌出售，并已进入竞拍阶段，另据媒体查询，注册在此处的青岛宗鑫文化开发有限公司已经经营异常，公司法定代表人李宗章于2017年被青岛市市北区人民判定为失信被执行人。

## 建筑特色
东莱银行大楼位于湖南路河南路路口东北角，主体建筑坐北朝南，平面为长方形，占地面积4420平方米，建筑面积3579.87平方米，总高度27.6米，层高4.8米，砖木钢筋混凝土结构，地上三层，地下一层。花岗岩蘑菇石砌基，墙面主体为凹缝刻线花岗岩贴面，局部为浅黄色水刷墙面。正立面中段为敞廊，一层中央主入口前设石阶，以两根石制圆柱支撑券廊，二、三层为石柱敞廊，绿釉瓷葫芦状栏杆。檐口中央起三角形山墙，四角设塔楼，顶端为凉亭式样，屋顶为高大的蒙莎屋顶，开老虎窗，覆红色牛舌瓦，部分牛舌瓦为刘子山孤山窑厂制造，刻有“青岛刘子山监制”字样。大楼内部房间三十余处，一楼为营业厅和餐厅，二楼、三楼为住宅。

## 东莱银行在青机构历史
1918年2月1日，东莱银行于青岛正式开业，由山东掖县籍富商刘子山出资建立，前大清银行青岛分号总办成兰圃任总经理，前山东银行副行长吕月塘任经理。最初的行址位于今河南路21号。开业后业务状况良好，在多个城市设立分支机构，青岛东莱银行为总行。1922年前后在天津路河南路路口西北角建设银行大楼。1923年又在湖南路河南路路口东北角建设新的银行大楼。
1922年至1923年间，青岛主权回归不久时，胶澳商埠督办公署因财政吃紧、入不敷出，曾多次通过青岛总商会向东莱银行等华资银行大量借款，以支付胶济铁路赎金及胶济铁路沿线和青岛市内的警务开支，以维持治安，其中东莱银行出资最多。1924年高恩洪出任胶澳督办后再次向东莱银行借款。高恩洪第二次借款时，因此前历次政府借款，银行均未得偿还，董事长刘子山便在“已格外通融”的条件下提出以青岛港每日收入为抵押，并获高恩洪应允。
高恩洪为扭转财政局面、为政府融资，于1924年5月2日成立青岛地方银行，刘子山及东莱银行再次注资支持。同年11月高恩洪因第二次直奉战争下野，东莱银行、中国银行等八家银行遭高恩洪旧部持青岛地方银行钞票挤兑，时任青岛戒严司令王翰章接受东莱银行总经理成兰圃等人建议，派军队封存青岛地方银行钞票，请各银行实施清理和有限度的兑换。
1926年春节前后，东莱银行总行从青岛前往天津，驻青岛机构改为分行。张宗昌任山东督军后，其一系列不合理的经济措施和屡次强行借款严重扰乱青岛、济南等地金融业。因张宗昌与刘子山的私交，东莱银行青岛、济南两地分行首当其冲。青岛分行在1927年的营业报告中决算纯损，并于1928年11月15日停业，除天津路大楼尚有对外办事部门外，两座银行大楼均被出租。
1933年1月4日，东莱银行青岛分行在临时地点复业，时任青岛市市长沈鸿烈出席。原大连分行经理顾逸农调任青岛分行经理，青岛分行除原有存、放、汇业务外增设地产部和储蓄部。东莱银行当年在青岛举行股东大会。半年后，青岛分行迁回湖南路大楼。1935年，东莱银行青岛分行加入青岛银行同业公会。1930年代青岛开展国货运动时，刘子山及东莱银行曾予以支持，并提供天津路大楼作为国货商场使用。

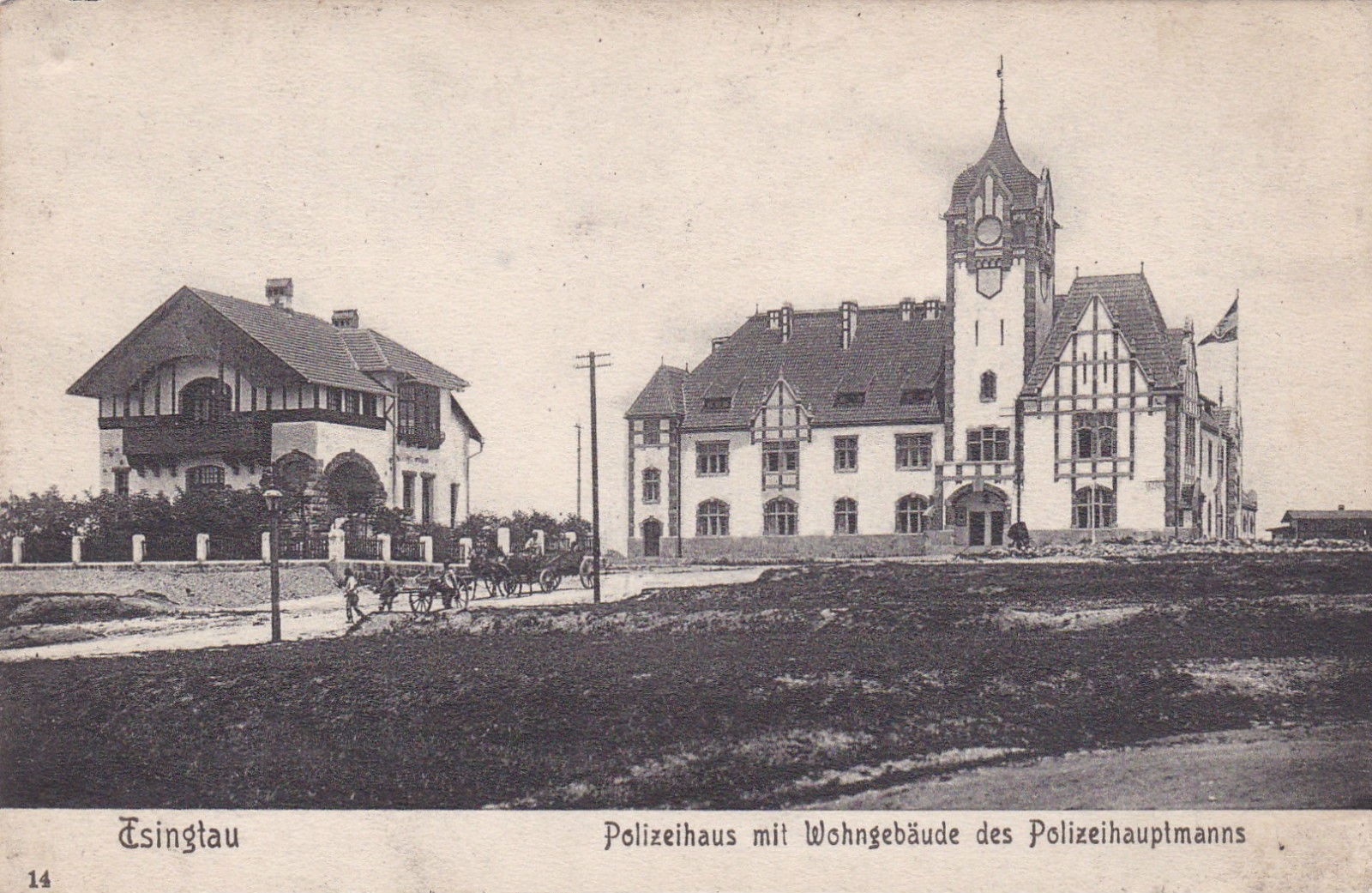
1900年代明信片，左侧别墅为1943-1945年间东莱银行青岛分行行址，右侧为胶澳警察公署

1937年7月全面抗战爆发后，刘子山指示东莱银行各行紧缩业务，不与日本人合作。青岛分行仅以经营出租刘子山地产为主要业务。1938年1月日军占领青岛后，两座银行大楼均被日军占据，青岛分行退至湖南路大楼院内的原安平保险公司办公楼。1939年湖南路大楼整个楼院被日本宪兵占据后，青岛分行借用大陆银行三楼的部分房间营业。1943年8月23日迁入蒙阴路刘子山别墅。
1945年8月日本投降后不久，青岛分行自蒙阴路迁回天津路大楼，并于9月9日正式营业。1949年初，时任经理徐希文辞职，由副理王伟卿接任，原青岛矿业银行副经理林富庭任副理。同年6月解放军进驻青岛后被允许继续营业。1950年春，青岛通国商行趁金融秩序不稳，在东莱银行骗贷后逃离，导致银行较大损失，王伟卿与林富庭被解职，吴慕韩接任经理。此后因政府对私营银行的管控措施而亏损较大。1952年12月15日，东莱银行青岛分行并入公私合营银行青岛分行。